# Station Sucy-Bonneuil
Sucy-Bonneuil is een spoorwegstation gelegen in de Franse gemeente Sucy-en-Brie en het departement van Val-de-Marne.
Het station is onderdeel van het RER-netwerk (Lijn A) en is eigendom van het Parijse vervoersbedrijf RATP. Het ligt aan de spoorlijn Paris-Bastille - Marles-en-Brie tussen Val de Fontenay en Boissy-Saint-Léger. Het station ligt eveneens op de Grande ceinture van Parijs, maar deze wordt al sinds 1939 niet meer voor passagiersvervoer gebruikt.
Voor Passe Navigo gebruikers ligt het station in zone 4.

## Overstapmogelijkheid
Er is een overstap mogelijk tussen RER en een aantal buslijnen.
- RATP
  - twee buslijnen

- CEAT
  - één buslijn

- Situs
  - zes buslijnen

- Noctilien
  - één buslijn

## Vorig en volgend station
| Richting                         | Vorig station             | Lijn  | Volgend station    | Richting              |
| -------------------------------- | ------------------------- | ----- | ------------------ | --------------------- |
| Station Saint-Germain-en-Laye A1 | La Varenne - Chennevières | RER A | Boissy-Saint-Léger | Boissy-Saint-Léger A2 |